# Боршч
Боршч (рус. борщ, укр. борщ, пољ. barszcz) је национално јело у Русији, Украјини, Пољској, Румунији и Молдавији. Боршч је супа од говеђег или свињског меса, парадајза и/или цвекле. Парадајз и цвекла дају боршчу карактеристичну црвену боју. Постоји много врста боршча у зависности од региона. У Молдавији је карактеристичан боршч без цвекле. Такође постоји и вегетаријанска верзија без меса.

## Припрема
Састојци за руски боршч.
Састојци:
2 веће или 3 мање цвекле, опране добро,
2 већа кромпира или 3 средње величине, исецкана на крупније коцкице,
4 кашике уља,
1 лук средње величине, исецкан,
2 мркве нарендане,
½ главице купуса средње величине, наренданe,
400 гр пасуља (куваног или полукуваног),
2 ловорова листа,
10 шоља воде и 6 шоља бујона (говеђег),
5 кашика кечапа,
4 кашике свежег лимуновог сока,
¼ кашичице бибера,
1 кашика мирођије.
Сво поврће оперите и исеците на величину залогаја а црни и бели лук ситно исецкајте. На мало уља пропржите црни лук и шаргарепу, долијте мало воде и динстајте неколико минута, а онда додајте парадајз, тиквице, цвеклу и парадајз пире. Затим умешајте и мало брашна, претходно помешаног са мало воде и зачините бибером, шећером и сољу. Припремите супу од коцке, додајте кромпир и купус па кувајте 10-ак минута. Умешајте и издинстано поврће и кувајте све док кромпир не омекша. Пред крај кувања додајте ситно исецкан бели лук и першун, промешајте и кувајте још неколико минута.

## Галерија
- Боршч
- Украјински боршч са говедином, павлаком и кифлом.
- Ружичаста боја традиционалног литванског хладног боршча. Често се једе са куваним кромпиром, павлаком и мирођијом.[3]
- Вегетаријански боршч